# 2019 en droit
Cet article présente les faits marquants de l'année 2019 en droit.

## Naissances et décès
- Naissances

- Décès
  - 4 mars : Klaus Kinkel, juriste, ministre de la justice et homme politique allemand, né en 1936, mort à 82 ans.
  - 24 mars : Patrick Keil, magistrat français, né en 1963, mort à 55 ans.

## Évènements

### Avril
- 3 avril : un nouveau code pénal (inspiré de la charî'a) est instauré dans le sultanat de Brunei ; il prévoit - entre autres - l'exécution des homosexuels, des adultères et des violeurs par lapidation et l'amputation des voleurs[1].

### Novembre
- 4 novembre : le gouverneur d'Oklahoma, Kevin Stitt, fait libérer 462 détenu(e)s de son État, incarcéré(e)s pour possession de drogue, ce qui était auparavant considéré comme un crime dans l'Oklahoma et qui a été reclassé comme délit mineur en 2016 ; il s'agit de la plus grande commutation de peine de l'Histoire des États-Unis, et de la libération de 2% de la population carcérale d'Oklahoma[2].

## Événements par nature juridique

### Référendums
- Référendum bélizien de 2019
- Référendum sur l'indépendance de Bougainville
- Référendum constitutionnel cubain de 2019
- Référendum constitutionnel égyptien de 2019
- Référendums irlandais de 2019
- Référendum liechtensteinois de 2019
- Référendum constitutionnel lituanien de 2019
- Référendum moldave de 2019
- Projet de référendum constitutionnel malgache
- Référendum constitutionnel irlandais de 2019 sur les conditions du divorce
- Référendum de 2019 aux Îles Vierges des États-Unis
- Référendum de 2019 sur la création d'une région Sidama
- Référendum roumain de 2019
- Référendum saint-marinais de 2019
- Référendum constitutionnel uruguayen de 2019
- Référendum constitutionnel vanuatais
- Votations cantonales genevoises du 24 novembre 2019
- Votations fédérales de 2019 en Suisse

### Traités
- 22 janvier : Traité d'Aix-la-Chapelle pour renforcer la coopération entre la France et l'Allemagne dans plusieurs domaines.

### Résolutions du Conseil de sécurité des Nations unies
- Liste des résolutions du Conseil de sécurité des Nations unies adoptées en 2019